# School Days
《School Days》是2005年4月28日由0verflow發售的十八禁遊戲。2010年10月8日發售重製版《School Days HQ》，新增加劇本、解析度和背景改為3D呈現。後來的發售《Summer Days》、《Cross Days》、《Island Days》為外傳性質故事。電視動畫版在日本於2007年7月3日開始放映。2008年1月17日由GungHo Works代理發售PlayStation 2版《School Days L×H》（Love and Hate），初回限定版同捆OVA和RADIO出張版CD。2007年8月29日，桂言葉作為代表性人物，被收錄于出版的《黑化角色大全》中。

## 遊戲流程
遊戲以主角伊藤誠與兩位女主角西園寺世界和桂言葉為發展中心，並以相當於電視動畫70集以上的龐大份量敘述故事。對話進行到某種程度後，就不再是單一主軸而會出現兩個選項，根據這個選擇的結果（也可以什麼都不選）兩位女主角的好感度會產生升降，而故事也因好感度產生各種分歧。
在本遊戲中，總共有20個可供選擇的結局（+1個是後日談）存在。由於在網絡上強烈的回響令到Bad ending相當有名，不過實際上Bad ending只有3個（未計10年HQ版本的『轢殺』結局）。另外後宮結局有2個，而實際上在20個結局內有3/4以上（15個）是關於其中一個女主角的Good ending（即使是Good ending，在内容上亦不一定是好事）。本遊戲相當靈活，有可能出現劇情不一樣，但結局標題相同的結局。而且過程也不是絕對的。

## 故事
榊野學園1年3組的伊藤誠，從很久前開始，就時常留意搭同一台電車的女孩，她是隔壁班的桂言葉。校園裡留傳著一個傳說：把喜歡的人的照片當成手機待機圖片，而且三個星期沒人發現的話，這份思念就會實現。但是就在誠下定決心要履行這個傳說的第一天，就被坐在隔壁的西園寺世界發現了。於是在賠罪的名目之下，世界開始幫言葉和誠牽線，三角關係故事就這樣開始了。

## 程式問題
發售當時，程式有玩到一半會強制結束的BUG。0verflow为此发布了多次更新。結果本作一共發表了11次的更新。這些錯誤被認為是由於在中途加上的動畫、以角色的好感度作為故事分歧及特殊的程序造成。現在最新版修正檔是Ver1.11，為約273MB的檔案，PS2版/DVDPG版/UMDPG版都是以這版為製作基礎。
胸部修正檔
初回版發售後釋出。製作方表示「誠與世界的初體驗畫面中，世界的乳房較人物設定画顯得更大」，故釋出修正檔縮小世界的胸部，同時説明只是將世界修正為設定的D/E罩杯，而不是改成貧乳。此後釋出的修正檔均含有此修正，安裝時無需先安裝胸部修正檔。

## 主題歌
- 片頭曲／主題歌：
作詞：KIRIKO 作編曲：HIKO 歌 - KIRIKO（PC版・PS2版）、河原木志穂（HQ版）、岡嶋妙（HQ版）
- 片尾曲：
作詞：江幡育子 作編曲：飯塚昌明 歌：栗林美奈實
- 片尾曲
  - 「BYE-BYE TEARS」
作詞：KIRIKO 作編曲：HIKO 歌：yozuca*
※剎那、世界結局片尾曲
  - 「hello, my happiness」
作詞：Rita 作曲：KIRIKO 編曲：HIKO 歌：
※言葉結局片尾曲
  - 
作詞：KIRIKO 作編曲：林克洋 歌：YURIA
※光、乙女結局片尾曲
  - 「Let me Love you」
作詞・歌： 作曲：太田雅友 編曲：大久保薰
  - 
作詞：WHITE-LIPS 作曲：Manack 歌：rino
※時間於聖誕節片尾曲
  - 
作詞作曲：KIRIKO 編曲：HIKO 歌：
※Bad ending片尾曲
  - 
作詞：KIRIKO 作曲編曲：HIKO 歌：清浦刹那（山本華）（HQ版）
※刹那特定章節片頭&片尾曲

## 電視動畫

### 簡介
2007年7月3日於獨立UHF局開始播放，由曾製作《京四郎與永遠的空》及《圓盤皇女》等動畫的製作公司TNK擔任動畫製作。
2007年9月6日起，播放電視台之一的AT-X频道将动画等级调整为15岁以上年龄组（之前是全年龄普通动画），对象为动画版第9话以後。
動畫新作的特別活動日，動畫內出現的料理的實物版登場，目前公布有三款，蛋包饭、世界喜歡的甜點、言葉的冰檸檬水。

### 最终回播放推迟
2007年9月19日，原預定於神奈川電視台播放的最終回，因前一天發生16歲少女以斧頭殺害父親的事件——京田邊警官殺害事件，而碰巧School Days的此集含有女子高中生的暴力和人性黑暗面的情節，神奈川電視台因避諱而無預先通知地以北欧斯堪的纳维亚风光片代替了原先播出的动画，其後千葉電視台和爱知电视台亦以同樣理由取消了原定的播映计划。每日新闻和日本时报针对此事进行了报道，而已把年齡對象調整為15歲以上的AT-X則沒有更改。0verflow在当天通过他们的博客发表致歉声明，并请观众等候再次播放。在接下来的一周，0verflow宣布它已经安排在9月27日于秋叶原3D剧场放映最后一集。希望参加的人必须通过电子邮件注册通行证，满18岁以及携带身份证件和《Summer Days》的遊戲軟體。同一天，AT-X宣布在九月二十七日和十月一日发布未经修改的最终回动画。

2007年9月19日，原預定於神奈川電視台播放的《School Days》動畫最終回，在觀眾事先不知情的狀況下，緊急停止播出最終話的正片，將畫面切到斯堪的纳维亚风光的欣賞片段，荧屏畫面上方出現一行字：“因故變更播出的節目”。图中的船即为著名的“Nice Boat”。

另外，因有日本海外網站4chan把「風景節目」中的船評為「Nice boat」（中国大陆一般翻译为“好船”或“和谐号”），「Nice boat」一字突然成為話題，更在動畫愛好者中演變成其他意思。在2007年第三季度的Google趨勢搜索記錄中，“Nice Boat”成为热度极高的搜索关键字。而读卖新闻报道说，「Nice boat」是雅虎日本搜索从9月17日到23日第十个最流行的词汇。
「Nice boat」一词因此众所周知，并在其他作品中被引用。比如作为一个彩蛋出现在《ef - a fairy tale of the two.》系列中。2009年2月13日，出于恶搞，角川映画在YouTube的频道中上传了一小段蒙太奇帆船的视频代替原定放送的《小凉宫春日的忧郁》动画首映。
為紀念《School Days》DVD第1卷發售，預定於2007年9月27日舉行的試映會，原本的參加條件為「未開封的電腦遊戲《School Days》或《Summer Days》」，引發支持者的強烈抨擊，後來條件改為該兩電腦遊戲作品「不論開封與否」均可參加。
动画版的结局，为原创的Bad Ending，是游戏兩个Bad Ending的结合体，并有部分原创情节。
2008年1月17日，OVA《School Days Valentine Days》隨PS2遊戲《School Days L×H》作限定版捆綁特典。
2008年2月27日，DVD第6卷發行，收錄名為导演剪辑版的无修正版本，其中12話刺殺畫面血液由電視版黑色改為紅色，並加上更過激的鏡頭及配有恐怖的效果音（厮杀声）。此卷包裝貼上警告標語。

### 主題歌
片頭曲（第2話～第11話、OVA）
作詞：REM 作編曲：松本彥士 歌：DeviceHigh
片尾曲1（第1、8話）
作詞・作曲：rino 編曲：大久保薰 歌：CooRie
片尾曲2「 」（第2話）
作詞・歌： 作曲：福本公四郎 編曲：近藤昭雄
片尾曲3（第3、11話）
作詞・歌： 作曲：前澤寛之 編曲：前澤寛之
片尾曲4（第4、7話）
作詞・歌：yozuca* 作曲： 編曲：
片尾曲5「Look at me」（第5話）
作詞・歌：YURIA 作曲：YURIA 編曲：chokix
片尾曲6（第6、10話）
歌：栗林美奈實 作詞：江幡育子 作曲：飯塚昌明 編曲：飯塚昌明
片尾曲7：「 -Remix Ver.-」（第9話）
作詞：江幡育子 作編曲：飯塚昌明 歌：栗林美奈實
片尾曲8：（第12话）
作詞・歌：KIRIKO 作編曲：HIKO
片尾曲9：「hello, my happiness」（OVA）
作詞：Rita 作曲：KIRIKO 編曲：HIKO 歌：
插入歌（第5、11話）
歌：栗林美奈實 作詞：江幡育子 作曲：飯塚昌明 編曲：飯塚昌明
插入歌（第6話）
作詞・歌：yozuca* 作曲： 編曲：
插入歌「Let me Love you -Remix Ver.-」（第9、10話）
作詞・歌： 作曲：太田雅友 編曲：大久保薰
插入歌（第12话）
作詞：WHITE-LIPS 作曲：Manack 歌：rino
插入歌（第12话）
作詞・作曲：KIRIKO 編曲：HIKO 歌：
插入歌「Look at me」（OVA）
作詞・作曲：YURIA 編曲：chokix 歌：YURIA

### 工作人員
- 原作：0verflow
- 監督：元永慶太郎
- 企劃：松本慶明、鈴木篤志、井上俊次
- 系列構成、腳本：上江洲誠
- 人物設計、總作畫監督：ごとうじゅんじ (後藤潤二)
- 作品設計：岩畑剛一
- 美術監督：河野次郎、鈴木惠美
- 色彩設計：
- 攝影監督：澤直人
- 編集：櫻井崇
- 音樂：大久保薰
- 音響監督：蝦名恭範
- 音響制作：
- 製作人：伊藤誠、後藤政則、小池克實
- 企劃協力・動畫製作：TNK
- 製作：School Days製作委員會（Marvelous Entertainmen、avex entertainment、Lantis、PONYCANYON ENTERPRISE）

### 各話標題
| 話數 | 標題                      | 中譯         | 劇本                                 | 分鏡           | 演出       | 作畫監督                     |
| ---- | ------------------------- | ------------ | ------------------------------------ | -------------- | ---------- | ---------------------------- |
| 1    | 告白                      | 告白         | 上江洲誠                             | 元永慶太郎     | 元永慶太郎 | ごとうじゅんじ               |
| 2    | 二人の距離                | 二人的距離   | 日暮茶坊                             | こでらかつゆき | 喜多幡徹   | 李政權                       |
| 3    | すれ違う想い              | 交錯的情感   | 秋月ひろ                             | 阿宮正和       | 阿宮正和   | 中島美子                     |
| 4    | 無垢                      | 無垢         | 名田ユタカ                           | 金澤勝真       | 清水一伸   | 村山公輔                     |
| 5    | 波紋                      | 波紋         | 日暮茶坊 (ランアンドガン) 上江洲誠   | 久保太郎       | 久保太郎   | 清水勝祐                     |
| 6    | 明かされた関係            | 揭露了的關係 | 秋月ひろ (ランアンドガン)            | 田中宏紀       | 四辻たかお | 田中基樹                     |
| 7    | 前夜祭                    | 前夜祭       | 秋月ひろ (ランアンドガン)            | 則座誠         | 則座誠     | 竹腰充保                     |
| 8    | 学祭                      | 學園祭       | 名田ユタカ                           | こでらかつゆき | 吉田俊司   | 內原茂                       |
| 9    | 後夜祭                    | 後夜祭       | 名田ユタカ 上江洲誠                  | 中村憲由       | 阿宮正和   | 中島美子                     |
| 10   | 心と体                    | 心与体       | 名田ユタカ (ランアンドガン) 上江洲誠 | 渡邊哲哉       | 渡邊哲哉   | 李政權                       |
| 11   | みんなの誠                | 大家的诚     | 秋月ひろ (ランアンドガン) 上江洲誠   | 金澤勝真       | 清水一伸   | 村上真紀 服部憲知            |
| 12   | スクールデイズ            | School Days  | 秋月ひろ (ランアンドガン) 上江洲誠   | 元永慶太郎     | 元永慶太郎 | ごとうじゅんじ 田中基樹      |
| OVA  | Valentine Days            | 情人節       | 秋月ひろ (ランアンドガン) 上江洲誠   | 葛谷直行       | 元永慶太郎 | 野口孝行 石橋有希子 北野幸広 |
| OVA  | Magical Heart Kokoro-chan | 魔法少女心   | 上江洲誠                             | 元永慶太郎     | 元永慶太郎 | ごとうじゅんじ               |

### 播放電視台
日本深夜動畫：下文記載的日本国内播放時間使用日本標準時間（UTC+9）表示。因為部分時間标识會採用30小时制，因此請留意这类超过24:00的时间，其實際播放時間為翌日清晨。
| 播放地域 | 電視台              | 播放開始                                  | 播放星期及播放時間（UTC+9）          | 所屬聯播網   |
| -------- | ------------------- | ----------------------------------------- | ------------------------------------ | ------------ |
| 神奈川縣 | 神奈川電視台（tvk） | 2007年7月3日－9月11日                     | 星期二 26時15分～26時45分            | 獨立UHF系    |
| 千葉縣   | 千葉電視台          | 2007年7月4日－9月12日                     | 星期三 26時00分～26時30分            | 獨立UHF系    |
| 愛知縣   | 愛知電視台          | 2007年7月4日－9月12日                     | 星期三 27時28分～27時58分            | 東京電視台系 |
| 埼玉縣   | 埼玉電視台          | 2007年7月5日－9月13日                     | 星期四 26時00分～26時30分            | 獨立UHF系    |
| 大阪府   | 大阪電視台          | 2007年7月6日－9月14日                     | 星期五 28時05分～28時35分            | 東京電視台系 |
| 全国放送 | AT-X                | 2007年7月12日－2007年9月27日（晚上21:40） | 星期四 10時30分～11時00分 （有重播） | CS放送       |

### 關連動畫電台
在動畫放映之前，於2007年6月26日以「Radio School Days」為題在網絡電台中播送。MC是分別為西園寺世界和桂言葉配音的河原木志穗與岡嶋妙。

## OVA

### Valentine Days
PlayStation 2初回限定版的特典。BD BOX也有收錄。

### 魔法少女心
OVA在2008年3月28日發售。由演唱主題曲。

## 相關商品

### DVD
日本版
- 共六卷，每卷各兩話收錄，價格統一為7140日元（初回限定版）/6090日元（通常版）
  - 2007年9月26日：DVD VOL.1 1~2話
  - 2007年10月31日：DVD VOL.2 3~4話
  - 2007年11月28日：DVD VOL.3 5~6話
  - 2007年12月19日：DVD VOL.4 7~8話
  - 2008年1月30日：DVD VOL.5 9~10話
  - 2008年2月27日：DVD VOL.6 11~12話

香港版
- 共一卷雙碟裝，建議價格為港幣170元，由洲立影視代理發售。
  - 2008年7月17日：DVD 1~12話，「魔法少女心」及純影集。

台灣版
- 共六片共十二集，另外還發售《魔法少女心》OVA一片；全部作品皆為修正版，並列入輔導級，由普威爾國際代理發售。

### BD
- 2013年3月22日發售兩片裝的BD BOX，收錄1~12話和2集OVA。

### 漫畫
「月刊Comp Ace」（角川書店）連載。作畫是。12话，完结。

### 小説
HARVEST出版的為18禁作品
- 岡田留奈、0verflow著
台灣由青文出版社代理、2009年6月25日發行（ISBN 978-986-209-880-6）
- 岡田留奈、0verflow著
台灣由青文出版社代理、2009年1月21日發行（ISBN 978-986-209-718-2）
- 馬場卓也、0verflow著
台灣由青文出版社代理、2010年9月23日發行

### 書籍

《School Days》粉絲介紹書封面。

- School Days Visual Guidebook（Jive・ISBN 4-86176-222-7）

### CD
- 本CD的特色之一：陣容豪華的女性歌手所演唱的插入曲（和各話的片頭、片尾曲等），都收錄在這張專輯。

1. （KIRIKO）
2. BYE-BYE TEARS（yozuca*）
3. hello, my happiness（橋本みゆき）
4. （YURIA）
5. Let me Love you
6. （栗林美奈實）
7. （rino）
8. （Surge MIX）（KIRIKO）

- 2007年8月22日 School Days片尾曲主题歌合集，內容曲包括：
  - （CooRie）
  - Let me Love you -remix ver.-（桃井晴子）
  - （yozuca*）
  - Look at me（YURIA）
  - （栗林美奈實）
  -  -remix ver.-（栗林美奈實）
  - （Instrumental）
  - （Instrumental）
  - （Instrumental）
  - Let me Love you -remix ver.-（Instrumental）
  - （Instrumental）
  - Look at me（Instrumental）
  - （Instrumental）
  -  -remix ver.-（Instrumental）

- School Days Drama CD Little Promise
描寫剎那與世界兩人的童年時代，和遊戲中某個篇章的廣播劇CD。也在此CD中表明了世界的母親名為、剎那的母親名為「舞」。在『Summer Days』之中剎那與世界的父親同為間瞬，為數年之後的事情。

- 2007年8月8日 School Days DRAMA CD

## 評價與反響

### 遊戲版
在開始發售前被認為只是普通的三角關係作為內容，但在實際上遠超過這個預想。和別的作品比較之下，很多人稱本作為「修羅場」，這是由於在Bad ending的高潮劇情時的血腥描寫，而令玩家有憂鬱心情的遊戲吸引了許多人的注意。更甚者，這些Bad ending由稍偏頗的角度看來，像是比Happy ending更加用心努力做出來的，所以主張Bad ending才是真正結局的聲浪也相當高。
儘管人們對本作的設定及進程贊同與否，但到現時為止亦沒有同類型內容或劇本的作品出現，而本遊戲亦獲得極高評價，在2005年前期的銷售額是十八禁遊戲第二位，PC NEWS集計2005年全年銷量7位，年內銷量超過3萬2千張。而0verflow亦靠本作一躍注目。該遊戲曾在日本美少女游戏与动画相关商品销售网站Getchu.com的2005年4月销量榜上排名第1，2005年5月排名第7。2007年10月，《電擊G's magazine》舉辦了日本前五十名最佳美少女遊戲排名的票選活動，《School Days》在入圍的249款遊戲中獲得9票而成為第27名。12月日本门户网站GOO给出的年度搜索排名，本作位于2007年播放的动画的动画搜索排行榜第11位。

### 動畫版
英國動漫網站UK Anime Network給予動畫版7分評價（滿分10分），指其是「完全顛覆式的高中戀愛動畫，看完心煩意亂……奇怪的是，這種特立獨行的展開亦引人入勝」。動畫評論網站THEM Anime Reviews則只給1分（滿分5分），認為角色「誇張，膚淺，不立體」，動畫「令人不快，愚蠢，氣量狹小，很久沒見過登場角色有如此白癡」。
2015年，在加拿大影音商業網WatchMojo.com的十大動畫死亡事件（Top 10 Anime Deaths）榜單中，本作的伊藤誠名列第五。同年，日本的動畫人物百科網站舉辦2項投票，其中「伊藤誠 & 桂言葉」及「伊藤誠 & 西園寺世界」分別名列「『最想拆散的動漫情侶』TOP10」第4及第9，《School Days》名列「『衝擊最大的動漫最終回』TOP20」第2，僅次於《Code Geass反叛的魯路修》。
2016年4月2日，市川紗椰在富士電視台周六晚間節目中將本作列入她挑選的「衝擊性結局！看完難受的動畫Best 3」中第2位，並播出最終回部分畫面，「School Days」隨後進入Twitter話題趨勢榜。0verflow官方及人物設定、總作畫監督後藤潤二之後亦分別在Twitter上介紹本作品。
2015年日本動畫在中國大陸下架事件中，動畫版被中華人民共和國文化部列入「網絡動漫黑名單」，自此在當地禁播。
互聯網電視AbemaTV自2016年起於每年的聖誕夜特別企畫「Xmas戀愛動畫SP」播放此作品動畫版，稱其為「正適合聖夜的戀愛動畫」，至2023年已連續8年播放，2018年正片播放前更加入5分鐘的「nice boat」畫面。被問及為何安排至聖誕夜播出，內部人士說是因為聖誕他們也要工作。

## 外部連結
- School Days官方網站 （页面存档备份，存于） （日語）
- School Days HQ中文版官方網站 （页面存档备份，存于） （简体中文）
- School Days HQ英文版官方網站 （页面存档备份，存于） （英文）
- 電視動畫版官方網站（avexmode） （日語）
- 《School Days》在視覺小說數據庫的頁面 （英文）
- School Days（動畫）在動畫新聞網百科全書中的資料（英文）